# Meconopsis florindae
Meconopsis florindae là một loài thực vật có hoa trong họ Anh túc. Loài này được Kingdon-Ward mô tả khoa học đầu tiên năm 1926.